# Xã Harrison, Quận Preble, Ohio
Xã Harrison (tiếng Anh: Harrison Township) là một xã thuộc quận Preble, tiểu bang Ohio, Hoa Kỳ. Năm 2010, dân số của xã này là 4.594 người.